# Eulaceura
Eulaceura là một chi thuộc phân họ Apaturinae trong Họ Bướm giáp. Chi này có 2 loài.

## Các loài
- Eulaceura manipuriensis
- Eulaceura osteria